# Erich Schneider (Politiker, 1891)

Erich Schneider

Erich Schneider (* 5. November 1891 in Leipzig; † 28. Oktober 1935) war ein deutscher Politiker (NSDAP).

## Leben und Wirken
Nach dem Besuch der IV. Realschule in Leipzig schlug Schneider die mittlere Laufbahn im Dienst der Reichspost ein. Von 1914 bis 1918 nahm er am Ersten Weltkrieg teil. Bei Kriegsende, in dem er mit dem Eisernen Kreuz II. Klasse ausgezeichnet wurde, hatte er den Rang eines Vizewachtmeisters der Divisionsfunkerabteilung 163 erreicht. Danach trat er erneut in den Dienst der Post, in dem er bis zum Oberpostsekretär befördert wurde.
In den 1920er Jahren schloss Schneider sich der NSDAP an, für die er das Amt des Gauschatzmeisters der Gauleitung von Sachsen übernahm.
Von 1930 bis 1933 war Schneider Mitglied des Sächsischen Landtags. Anschließend saß er von November 1933 bis zu seinem Tod 1935 als Abgeordneter für den Wahlkreis 29 (Leipzig) im nationalsozialistischen Reichstag.